# Katalán Republikánus Baloldal
A Katalán Republikánus Baloldal egy katalóniai nacionalista és demokratikus szocialista párt, amely baloldali. A párt célja hogy Katalónia független legyen. A 2018-ban hivatalba lépett katalán kormánykoalíció egyik tagja.

## Története

### Alapítása és a Független Katalónia
1931 márciusában alapította meg a pártot Francesc Macià és Lluís Companys akik Katalónia elnökei voltak, valamint Joan Lluhí i Vallescà ügyvéd és politikus, aki a Második Spanyol Köztársaság idejében több miniszteri tárcát is betöltött. A párt az 1931. áprilisi helyhatósági választásokon kimagaslóan jól szerepelt. A választás után 2 nappal április 14-én mielőtt kikiáltották volna Madridban a második köztársaságot, addig Macià bejelentette Barcelonában, hogy Katalónia független állam lesz. Ezt követően tárgyaltak Madridban ugyanis a San Sebastiáni-paktum értelmében Katalóniának saját statútumot  kellett létrehoznia, amiben törvényesíti a madridi kormányzat és az autonóm kormányzat szerepet és egymás közti munkamegosztását. A tárgyalásokon javaslatot tettek katalán oldalról, hogy Macià lehetne Katalóniai kormány elnöke.
1932 szeptemberében megszületett a független Katalónia jogállásáról szóló nyilatkozat, amelynek értelmében a Katalán Parlament végrehajtó hatalommal lett felruházva. Az 1932-es katalán választásokon a párt 47.1%-os eredménnyel abszolút többséget szerez a helyi törvényhozásban. 
1934. október 6-án Lluís Companyszt választotta meg a Katalán Parlament Katalónia új elnökévé, miután Macià meghalt. A spanyol kormány tagjai közt az Autonóm Jobboldal Spanyol Konföderációjának politikusai jelentek meg, akik törvénytelennek tartották Katalónia jogállását. A mozgalom a fasizmushoz közel állt és a spanyol központi kormány hatalmának kiterjesztését akarták. Ennek következtében a Spanyol Hadsereg leverte a katalán függetlenséget, a katalán kormány és a párt tagjait letartóztatták, majd börtönbüntetésre ítélték. Katalónia jogállásáról szóló nyilatkozatot 1936 februárjában felfüggesztették. 

### Spanyol polgárháború
1936-ban a spanyol polgárháború hajnalán a Katalán Republikánus Baloldal a Népfront tagja lett. A Népfront vezetőerejévé váltak, habár feszültségeik voltak az Egyesült Marxista Munkáspárttal és a szovjetbarát Katalónia Egyesített Szocialista Pártjával. 
A polgárháború 1939-ben Francisco Franco győzelmével ért véget, hatalmukra kerülésük után a pártot és a Népfrontot betiltották. Lluís Companys pedig Franciaországba emigrált a többi katalánhoz és baszkhoz hasonlóan. 

### Franco-korszak
1940-ben a Vichy-kormány vezette Franciaországban Companyszt a Gestapo letartóztatta és kiadták Spanyolországnak, ahol 1940. október 15-én kivégezték. A párt a Franco-korszak alatt földalatti mozgalomként működött tovább illetve a Franciaországi spanyol emigrációban. 1945-ben a párt Toulouseban tartott közgyűlésén főtitkárnak nevezték ki  Josep Tarradellaszt. 

### 1975 óta
Franco halála után 2 évvel, 1977-ben találkozott Josep Tarradellas Adolfo Suárezzel, az első demokratikusan megválasztott miniszterelnökkel. A találkozó célja, hogy a Katalán Kormány intézményét ismét legálissá tegye. Erre 1977. október 23-án került sor.-
A párt részt vesz választási koalíciókban a Baleári-szigeteki helyhatósági választásokon valamint Észak-Katalóniában is. A Valenciai Republikánus Baloldallal is koalíciós partner.

## Párt elnökök
1. Francesc Macià (1931-1933)
2. Lluís Companys (1933-1935)
3. Carles Pi i Sunyer (1933-1935)
4. Lluís Companys (1936-1940)
5. Heribert Barrera (1993-1995)
6. Jaume Campabadal (1995-1996)
7. Jordi Carbonell (1996-2004)
8. Josep-Lluís Carod-Rovira (2004-2008)
9. Joan Puigcercós (2008-2011)
10. Oriol Junqueras (2011-)

## Választási eredmények

### Katalán Parlament
| Választás éve | Szavazatok | Szavazatok | Szavazatok | Elnyert mandátumok | Elnyert mandátumok | Eredmény        | Helyezés | Megjegyzés                              |
| Választás éve | #          | %          | ± változás | #                  | ±                  | Eredmény        | Helyezés | Megjegyzés                              |
| ------------- | ---------- | ---------- | ---------- | ------------------ | ------------------ | --------------- | -------- | --------------------------------------- |
| 1932          | 224,800    | 47.1%      | —          | 56 / 85            | —                  | Kormánypárt     | *        |                                         |
| 1980          | 240,871    | 8.9%       | —          | 14 / 135           | —                  | Ellenzék        | 5.       |                                         |
| 1984          | 126,943    | 4.4%       | –4.5       | 5 / 135            | 9                  | Kormánypárt     | 5.       | kormányon 1984–1987 között              |
| 1988          | 111,647    | 4.1%       | –0.3       | 6 / 135            | 1                  | Ellenzék        | 5th      |                                         |
| 1992          | 210,366    | 8.0%       | +3.9       | 11 / 135           | 5                  | Ellenzék        | 3rd      |                                         |
| 1995          | 305,867    | 9.5%       | +1.5       | 13 / 135           | 2                  | Ellenzék        | 5th      |                                         |
| 1999          | 271,173    | 8.7%       | –0.8       | 12 / 135           | 1                  | Ellenzék        | 4th      |                                         |
| 2003          | 544,324    | 16.4%      | +7.7       | 23 / 135           | 11                 | Kormánypárt     | 3.       | kormányon 2003–2006 között              |
| 2006          | 416,355    | 14.0%      | –2.4       | 21 / 135           | 2                  | Kormánypárt     | 3rd      |                                         |
| 2010          | 219,173    | 7.0%       | –7.0       | 10 / 135           | 11                 | Ellenzék        | 5th      |                                         |
| 2012          | 498,124    | 13.7%      | +6.7       | 19 / 135           | 9                  | Külső támogatók | **       | kormány külső támogatója                |
| 2015          | 1,628,714  | 39.6%      | n/a        | 20 / 135           | 1                  | Kormánypárt     | ***      |                                         |
| 2017          | 935,861    | 21.4%      | n/a        | 32 / 135           | 12                 | Kormánypárt     | **       |                                         |
| 2021          | 603.607    | 21.3%      | n/a        | 33 / 135           | 1                  | Kormánypárt     |          | Együtt Katalóniáért párttal koalícióban |

- * a Katalán Baloldal tagjaként.
- ** a Katalán Republikánus Baloldal-Katalónia Igen koalíció tagjaként.
- *** az Együtt az Igenért koalíció tagjaként.

### Önkormányzati választások
| Választások | Pártelnök                | Szavazatok | %     | Képviselők száma |
| ----------- | ------------------------ | ---------- | ----- | ---------------- |
| 1979        | Heribert Barrera         | 103.547    | 3,8   | 210 / 8 223      |
| 1983        | Heribert Barrera         | 85.168     | 2,9   | 155 / 8 199      |
| 1987        | Heribert Barrera         | 75.422     | 2,4   | 188 / 8 186      |
| 1991        | Àngel Colom              | 92.003     | 3,3   | 228 / 8 328      |
| 1995        | Àngel Colom              | 204.906    | 6.3   | 525 / 8 426      |
| 1999        | Josep-Lluís Carod-Rovira | 225.576    | 7,7   | 677 / 8 497      |
| 2003        | Josep-Lluís Carod-Rovira | 419.961    | 12,8  | 1 282 / 8 690    |
| 2007        | Josep-Lluís Carod-Rovira | 347.601    | 11,6  | 1 594 / 8 932    |
| 2011        | Joan Puigcercós          | 271.503    | 9     | 1 422 / 9 132    |
| 2015        | Oriol Junqueras          | 513.169    | 16,4  | 2 388 / 9 069    |
| 2019        | Oriol Junqueras          | 819.845    | 23,48 | 3 107 / 9 077    |